# 五個火花星
小行星3342（3342 Fivesparks）是一颗绕太阳运转的小行星，为主小行星带小行星。该小行星于1982年1月27日由美國哈佛大學橡樹嶺天文台（Oak Ridge Observatory）工作人員發現。
「五個火花星」是由哈佛大學橡樹嶺天文台已故天文學家麥克·麥哥斯基（Mac McCrosky）提名，以紀念當地的夫妻天文學家和作家羅伯特·羅素·牛頓（Robert Russell Newton）和瑪格麗特·梅耶爾。小行星的名字是以兩夫婦在美國麻薩諸塞州劍橋住所的建築物名稱「五個火花」（Five Sparks）命名。

## 轨道参数
小行星3342的轨道半长轴为3.1347649天文單位，离心率为0.079。